# Siria utile
La Siria utile (in francese Syrie utile, in arabo سوريا المفيدة‎?, Suriya al-Mufida) è una parte relativamente piccola della Siria occidentale, dove si concentra gran parte della popolazione e l'economia del Paese. Essa è costituita grossomodo da una striscia di terra che collega Damasco ad Aleppo, dalla fascia costiera di Latakia nel nord, da gran parte della regione di Damasco e dal corridoio che collega questi due punti, in particolare le città di Hama e Homs.
Storicamente il concetto di Siria utile presentava una forte connotazione economica e fu utilizzato per la prima volta da Georges Clemenceau per frenare le ambizioni del partito coloniale francese che sosteneva una “Siria integrale” o “Grande Siria”. Secondo Clemenceau la “Siria utile” non comprendeva la Terra Santa e l'obiettivo era quello di evitare un'estensione territoriale che sarebbe stata troppo onerosa da gestire. Alla vigilia e durante la prima guerra mondiale, i sostenitori dell’annessione francese della Siria ampliarono gradualmente i confini della Siria utile. I territori dell’entità progettata furono chiamati Siria integrale (in francese Syrie intégrale), comprendendo la regione conosciuta come Palestina alla vigilia dello smembramento dell’Impero ottomano nel 1918, e alcune parti dell'attuale Turchia. La logica della divisione territoriale coloniale portò all’espansione della Siria verso il deserto e il nuovo progetto ricevette da Lawrence d’Arabia il nome di “Grande Siria” (in francese Grande-Syrie).
Il concetto di Siria utile è diventato particolarmente rilevante nel contesto della guerra civile che agita la Siria dal 2011. Il termine è stato utilizzato per descrivere un territorio controllato dal governo di Damasco, dove storicamente sono concentrate le istituzioni governative, e dove emerge a livello demografico una storia di consenso sociale e di coesistenza di molte religioni.
Bashar al-Assad ha utilizzato il termine “Siria utile” all’inizio del 2016, riferendosi a sei governatorati: Damasco, parti del Rif di Damasco, di Homs e Hama e dei governatorati di Latakia e Tartus, sottolineando che li avrebbe difesi con tutto ciò che poteva.